# تروونگ کیم توئین
ترونگ کیم توئین (Trương Thị Kim Tuyến؛ متولد ۲ ژانویه ۱۹۹۷) یک تکواندوکار ویتنامی است.
وی در مسابقات قهرمانی تکواندو جهان ۲۰۱۷ پس از شکست در برابر سیم جی-یونگ در بازی نهایی، مدال نقره را در دسته سبک‌وزن کسب کرد. وی در مسابقات تکواندوی قهرمانی آسیا ۲۰۱۶ صاحب مدال برنز، و در مسابقات تکواندو قهرمانی آسیا ۲۰۱۸ برنده مدال طلا شد.